# Portillo de Toledo
Portillo de Toledo település Spanyolországban, Toledo tartományban. Portillo de Toledo Santa Cruz del Retamar, Fuensalida, Novés és Maqueda községekkel határos. Lakosainak száma 2346 fő (2024).

## Népesség
A település népessége az utóbbi években az alábbiak szerint változott:
| Lakosok száma | 2017 | 2152 | 2106 | 2211 | 2263 | 2210 | 2138 | 2209 | 2234 | 2346 |
|               | 2001 | 2004 | 2007 | 2009 | 2012 | 2014 | 2017 | 2019 | 2022 | 2024 |